# みよし市立中央図書館
みよし市立中央図書館（みよししりつちゅうおうとしょかん）は、愛知県みよし市三好町湯ノ前114番地のみよし市図書館学習交流プラザ「サンライブ」にある公共図書館。1978年（昭和53年）に三好町立中央図書館として開館し、2010年（平成22年）1月4日にみよし市立中央図書館に改称、2016年（平成28年）に「サンライブ」に移転した。

## 歴史

### 公民館図書室時代(1971-1978)
1971年（昭和46年）4月1日に三好町立中央公民館の2階に図書室が開館した。蔵書数は約1,000冊、閲覧席は20席であり、年間の貸出冊数は約6,000冊だった。同時に愛知県図書館の移動図書館が三好町に巡回を開始したが、1973年（昭和48年）12月1日には県図書館の移動巡回が廃止され、豊田加茂広域市町村圏移動図書館が巡回を開始した。豊田加茂広域市町村圏には旧東加茂郡・西加茂郡域にある豊田市、三好町、足助町、旭町、藤岡町、小原村、下山村の1市4町2村が加盟しており、三好町内では団地、児童館、福祉会館、公民館など10地点を巡回した。豊田加茂広域市町村圏では2005年（平成17年）に大規模な自治体合併が行われ、現在は豊田市とみよし市の2自治体に収斂している。

### 西陣取山時代 (1978-2016)

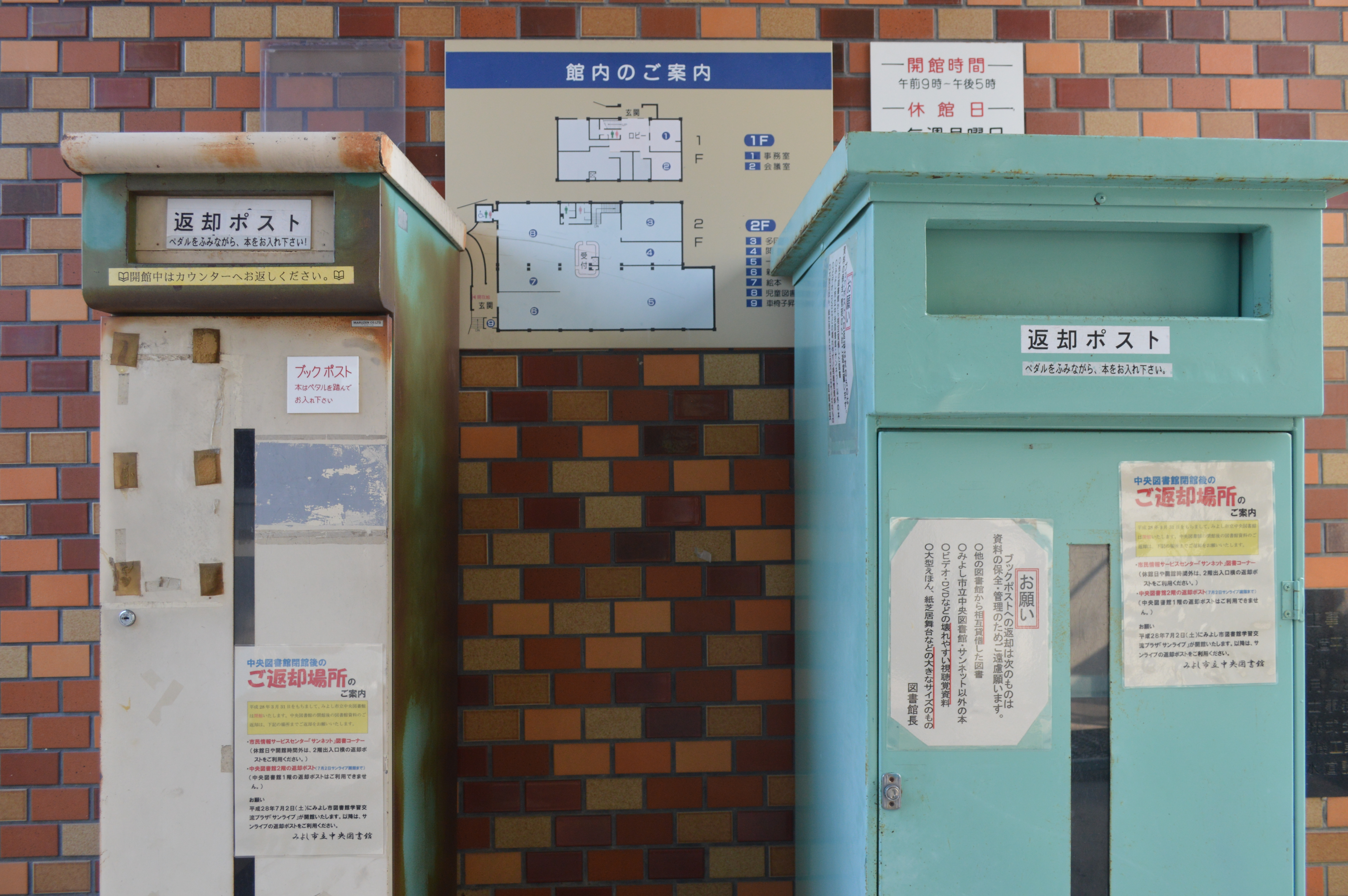
入口に設置されていた返却ポスト

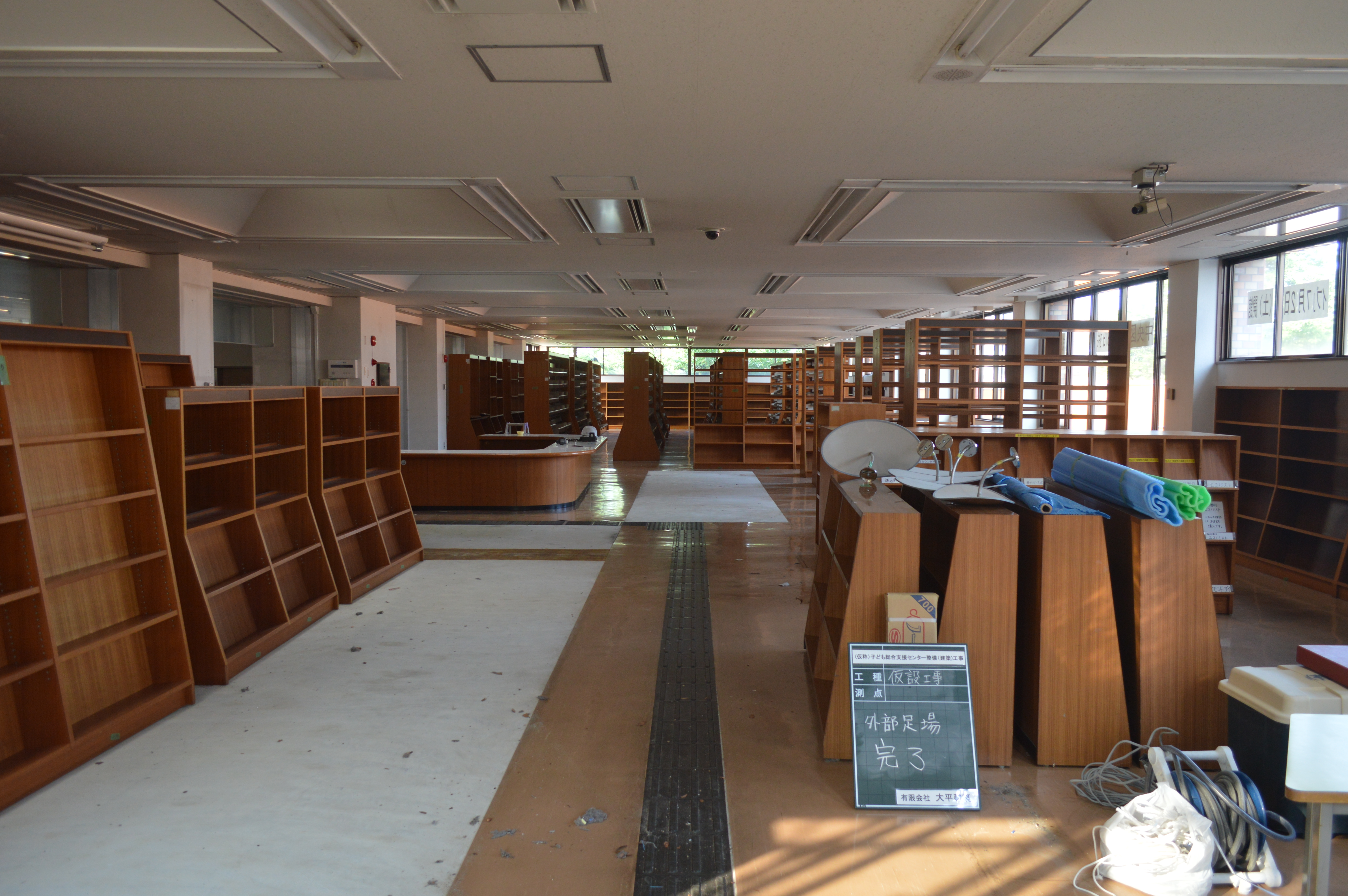
2016年の閉館後の旧館

1977年（昭和52年）7月1日には図書館の建設に着工し、1978年（昭和53年）1月31日に竣工。本体工事費は約7300万円であり、総工費は1億8578万7190円。三好町の町制施行20周年記念事業のひとつとして、1978年4月1日に三好町立中央図書館が開館した。開館時の三好町の人口は25,597人であり、蔵書数は13,749冊であった。
建物は鉄筋コンクリート造2階建であり、開館時の延床面積は498m2。1階には閉架書庫、研究室、休憩室などがあり、2階には開架書架、閲覧コーナーなどがあった。傾斜地に建っているため正面入口は2階であり、車いすの利用者が来館しやすいようにスロープや自動ドアなどが設置されていた。休館日は月曜午後・火曜・毎月末日であり、開館時間は「9時-17時」だった。
開館した4月から8月までの5か月間で、35,465冊を館外貸出し、ほかに館内閲覧が約1,400冊あった。開館時から移動図書館を運行しており、1978年度（昭和53年度）には三好町立中央図書館全体の35%に相当する40,857冊の貸出があった。西陣取山時代の建物はコミュニティバス「さんさんバス」で「保健センター」下車後徒歩2分の場所にあった。
1980年（昭和55年）には三好町立三好病院に雑誌のバックナンバーの貸出を開始した。1985年（昭和60年）には370.74 m2の書架を増築する改修工事を行った。これによって延床面積は1階が198.10m2、2階が680.98m2となっている。1980年（昭和55年）から1982年（昭和57年）には県内外の4自治体からの視察を受け入れており、岐阜県吉城郡古川町から議員25人が、静岡県浜名郡新居町から15人が、愛知県知多郡阿久比町から教育委員会員10人が、長野県諏訪郡下諏訪町から図書館協議会員7人が三好町立図書館を訪れている。1983年（昭和58年）には移動図書館用のトヨタ・タウンエース バンを購入した。1985年（昭和60年）9月17日から1986年（昭和61年）2月28日にかけて増築工事を行っている。
1987年（昭和62年）にはコンピュータを、1997年（平成9年）にはパソコンを、1998年（平成10年）にはインターネットを、2005年（平成17年）には蔵書検索システム (OPAC) を導入している。2000年（平成12年）には三好町民情報サービスコーナー「サンネット」が開館し、床面積130.13 m2のうち53 m2が図書コーナーに充てられた。3,000冊の蔵書で業務を開始し、同年度には三好町立中央図書館全体の14%に相当する26,054冊の貸出があった。サンネットの貸出冊数は2006年（平成18年）度まで右肩上がりであり、ピークの2006年（平成18年）度には三好町立中央図書館全体の38%に相当する117,859冊の貸出があった。移動図書館の貸出数は緩やかに減少し、最終年の2004年（平成16年）度には全体の2.2%に相当する6,302冊まで落ち込んだため、2004年（平成16年）度で移動図書館は廃止された。

#### 新館の建設計画
| 三好町/みよし市の人口統計 | 三好町/みよし市の人口統計 | 三好町/みよし市の人口統計 | 三好町/みよし市の人口統計 | 三好町/みよし市の人口統計 |
| ------------------------- | ------------------------- | ------------------------- | ------------------------- | ------------------------- |
| 年                        |                           |                           |                           | 人                        |
| 1970                      | 1970                      |                           | 19,734                    | 19,734                    |
| 1980                      | 1980                      |                           | 28,552                    | 28,552                    |
| 1990                      | 1990                      |                           | 32,241                    | 32,241                    |
| 2000                      | 2000                      |                           | 47,684                    | 47,684                    |
| 2010                      | 2010                      |                           | 60,099                    | 60,099                    |

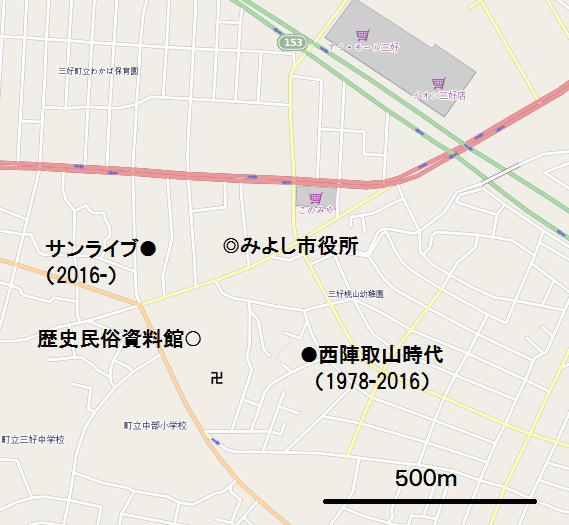
旧館と複合施設「サンライブ」の位置関係

三好町では1978年（昭和53年）に開館していた図書館に加えて、昭和40年代に開館していた学習交流センターや勤労青少年ホームも老朽化が進んでいた}。開館からの四半世紀で人口はほぼ倍増し、2005年（平成17年）の国勢調査では開館年比2.2倍の56,252人となった。人口の増加に加えて刻々と変化する時代に則した図書館とするために、みよし市は図書館機能・生涯学習機能・交流機能を併せ持つ複合施設の建設を計画。2か月後の単独市制が決定していた2009年（平成21年）11月の三好町長選挙では、複合施設と市庁舎の建設という二大大型事業の賛否が争点のひとつとなり、現職の久野知英は建設推進の態度を、対抗馬の小嶋立夫は建設に慎重な態度を示した。この時の三好町長選挙では現職の久野が3選を決めている。
2010年（平成22年）1月4日には三好町が単独で市制を施行してみよし市となり、三好町立中央図書館からみよし市立中央図書館に改称した。2010年（平成22年）には中京テレビ放送元社長で歌人の石川恒夫から蔵書約5万冊（石川文庫）の寄贈を受けている。みよし市は小売店が集積する共同店舗「ミヨシサンプラザ」の跡地への建設を決定し、2012年（平成24年）に基本設計を、2013年（平成25年）に実施設計をまとめ、2014年（平成26年）以降に建設工事を行った。建設費は約26億円。ミヨシサンプラザが閉店してから、建設予定地は暫定的にみよし市役所の第3駐車場として使用されていた。
みよし市民情報サービスセンター「サンネット」は2013年（平成25年）3月29日をもって閉館。名鉄豊田線三好ヶ丘駅前のカリヨンハウスに移転して、4月2日から業務を再開した。新図書館の供用開始に先立って、みよし市立中央図書館は市内の中学2年生以下を対象にサンライブで使用することのできる読書ノートを配布した。

### サンライブ時代 (2016-)
西陣取山にあった中央図書館は2016年（平成28年）3月31日まで開館し、4月1日からは移転作業のために休館となった。7月2日にみよし市図書館学習交流プラザ「サンライブ」内に開館し、3か月ぶりに図書館業務を再開した。「サンライブ」という愛称は公募によって決定したものである。前半部分の「サン」はみよし市（旧称は三好町）の頭文字である「三」に由来し、後半部分の「ライブ」は英語で「図書館」を意味する「library」と「活気がある」を意味する「live」に由来する。開館記念講演会として、東海学園大学学長・元名古屋市長の松原武久が「文化の創造と継承」と題した講演を行っている。サンライブへの移転開館記念事業として、みよし市で活動した児童文学作家の遠藤栄の作品集を発刊している。

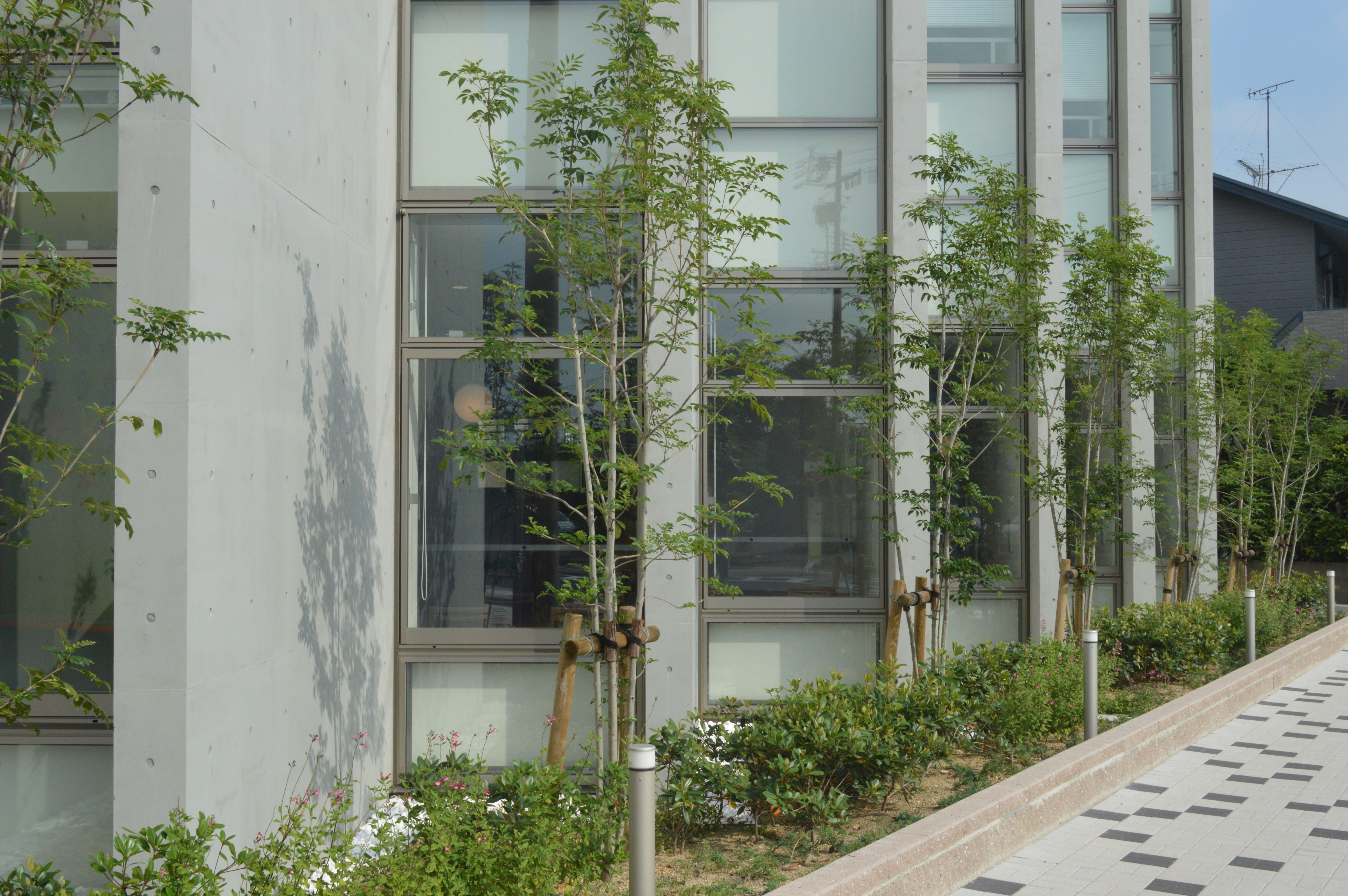
屋外から見た閲覧席と植え込み

新館では児童図書エリアに「おはなしのへや」が新設された。雑誌のタイトル数は旧館の4倍以上の約320タイトルとなり、新たに雑誌スポンサー制度を導入した。愛知県内では日進市立図書館や長久手市中央図書館がみよし市に先んじて雑誌スポンサー制度を導入している。カウンター前には4台の自動貸出機が設置されている。蔵書の収容能力は旧館の約4倍の32万冊であり、その内訳は開架が17万冊、閉架書庫が15万冊。
2016年12月にはティーンズコーナーを開設し、その記念として12月18日には詩人のアーサー・ビナードによる講演会「世界に日本語はどこまでひろがっていくのか」を開催した。

## 蔵書

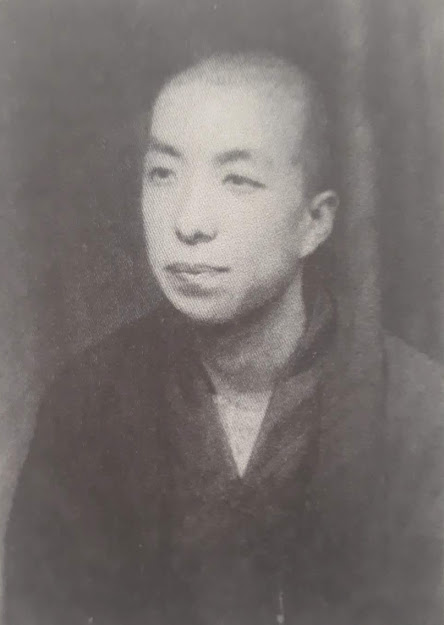
詩人・児童文学作家の遠藤栄

### 遠藤栄コーナー
詩人・児童文学作家の遠藤栄は西加茂郡三好町（現・みよし市）に居住した。2016年（平成28年）にみよし市立中央図書館が移転開館する際には、移転記念として遠藤栄の作品集が発刊された。みよし市立中央図書館には遠藤栄の特集コーナーが設けられている。

### 石川文庫
中京テレビ放送会長の石川恒夫は西加茂郡三好町出身である。読書家としても知られた石川は、生前に蔵書5万冊（書籍約18,000冊・雑誌約32,000冊）をみよし市に寄贈していた。みよし市は石川の蔵書をみよし市指定有形文化財（建造物）の石川家住宅東蔵に保管していたが、2016年（平成28年）にみよし市立中央図書館が新館に移転すると同時に図書館内に移した。この石川文庫は別置されているわけではなく、一般の書籍と一緒に陳列されており、一般の書籍が青色のラベル、石川文庫が赤色のラベルで区別されている。石川文庫は文学・映画・芸術に関連する書籍・雑誌が多い。

## 利用案内

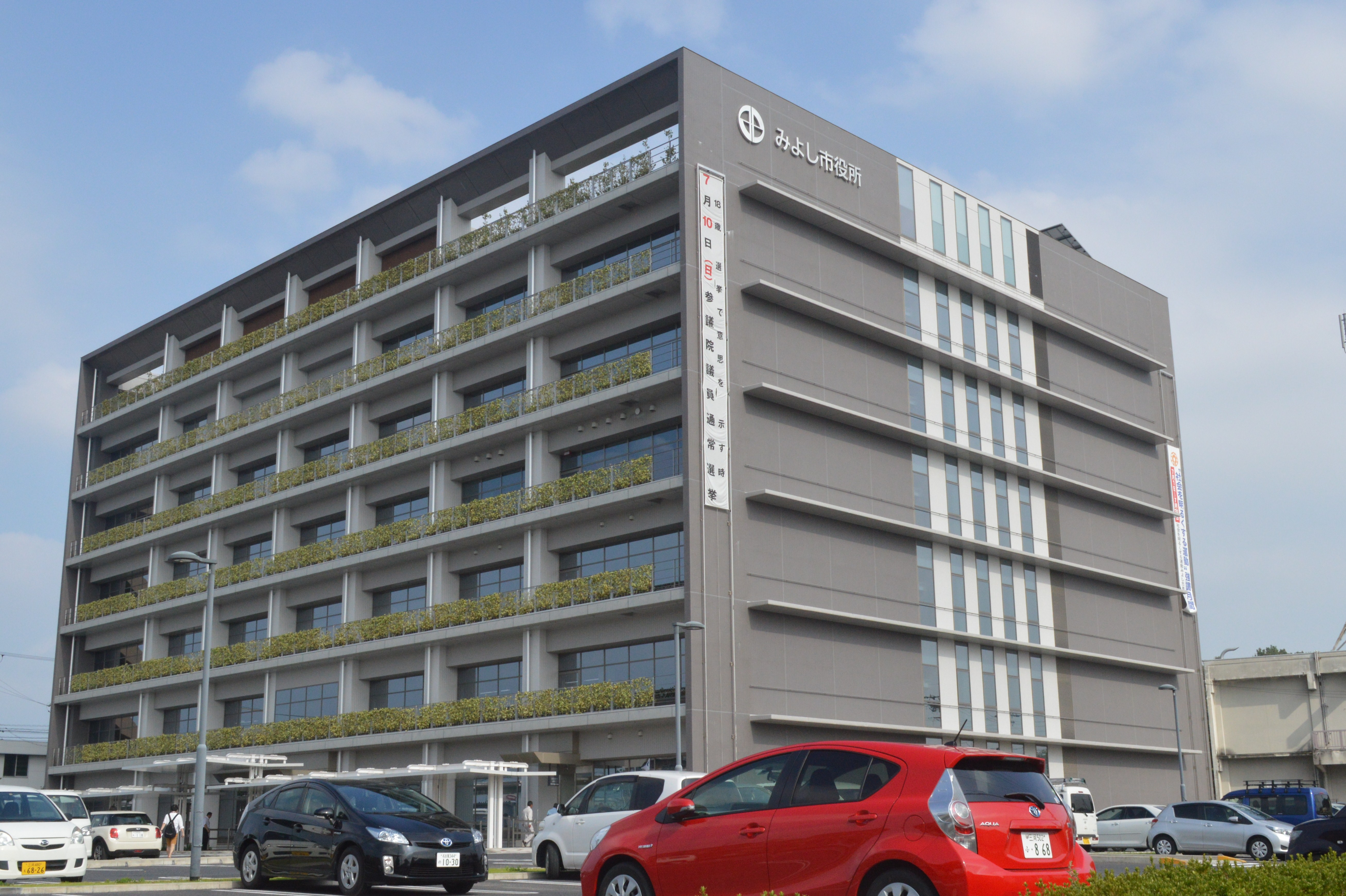
図書館に近接するみよし市庁舎（サンライブの6年前の2010年竣工）

- 開館時間 : 午前9時 - 午後7時（日曜日は午後6時まで）[24]
- 休館日 : 月曜日（祝日の場合は翌平日）、第4木曜日、特別整理日、年末年始[24]
- アクセス
  - さんさんバス（くろまつちゃん・さつきちゃん）「市役所西」下車後すぐ[25]
  - 名古屋市方面からのアクセス : 名古屋市営地下鉄鶴舞線・名鉄豊田線赤池駅から名鉄バス「豊田市行」に約30分乗車して「三好」バス停で下車後すぐ
  - 豊田市方面からのアクセス : 名鉄豊田市駅から名鉄バス「衣ヶ原経由赤池行」に約30分乗車して「三好」バス停で下車後すぐ、または名鉄豊田市駅から名鉄バス「新屋経由赤池行」に約30分乗車して「三好」バス停で下車後すぐ
  - 知立市方面からのアクセス : 名鉄名古屋本線知立駅から名鉄バス「イオン三好店アイモール行」に約35分乗車して「三好」バス停で下車後すぐ

三好町立中央図書館が開館した1978年（昭和53年）度は月曜午後・火曜・祝日が休館日だったが、1979年（昭和54年）度は月曜・祝日が休館日となった。1984年（昭和59年）度には火曜・祝日が休館日に変更されたが、1987年（昭和62年）度には再び月曜・祝日が休館日となっている。1993年（平成5年）度には祝日開館を開始し、月曜・火曜が休館日となった。2000年（平成12年）度には月曜日のみが休館日となった。